# NGC 1385
NGC 1385 é uma galáxia localizada na direcção da constelação de Fornax. Possui uma declinação de -24° 30' 10" e uma ascensão recta de 3 horas, 37 minutos e 28,6 segundos.
A galáxia NGC 1385 foi descoberta em 17 de Novembro de 1784 por William Herschel.